# No Deeper Blue
No Deeper Blue è un CD di Townes Van Zandt, pubblicato dalla Sugar Hill Records nel 1994. I brani del disco furono registrati (e mixati) al Xeric Studios di Limerick, Irlanda.

## Tracce
Brani composti da Townes Van Zandt
1. A Song For – 3:00
2. Blaze's Blues – 3:21
3. The Hole – 4:10
4. Marie – 4:46
5. Goin' Down to Memphis – 4:09
6. Hey Willie Boy – 2:17
7. Niles River Blues – 3:04
8. Billy, Boney and Ma – 5:14
9. Katie Belle Blue – 3:17
10. If I Was Washington – 2:29
11. Lover's Lullaby – 4:10
12. Cowboy Junkies Lament – 3:17
13. BW Railroad Blues – 3:52
14. Gone Too Long – 2:52

## Musicisti
- Townes Van Zandt - voce (in tutti i brani)
- Townes Van Zandt - chitarra (brano: numero 14)
- Philip Donnelly - chitarra (brani: numero 1, numero 4 e numero 7)
- Philip Donnelly - chitarra slide, percussioni (brano: numero 2)
- Philip Donnelly - chitarra elettrica, percussioni (brano: numero 3)
- Philip Donnelly - chitarra elettrica (brani: numero 5 e numero 14)
- Philip Donnelly - chitarra, percussioni (brano: numero 6)
- Philip Donnelly - percussioni (brano: numero 8)
- Philip Donnelly - chitarra high-string (brano: numero 9)
- Philip Donnelly - chitarra a dodici corde, percussioni (brano: numero 10)
- Philip Donnelly - chitarra acustica, chitarra elettrica (brani: numero 11 e numero 12)
- Philip Donnelly - chitarra acustica, chitarra elettrica, percussioni (brano: numero 13)
- Philip Donnelly - produttore
- Pete Cumins - chitarra (brano: numero 10)
- Percy Robinson - chitarra steel (brani: numero 1, numero 4, numero 8, numero 11 e numero 12)
- Brendan Reagan - bouzouki (brano: numero 9)
- Brendan Reagan - mandolino (brano: numero 10)
- Paul Kelly - fiddle (brani: numero 4, numero 6, numero 7, numero 8 e numero 9)
- Brian Meehan - clarinetto, tin whistle, sassofono tenore (?)
- Declan Masterson - whistle (brano: numero 1)
- Declan Masterson - uillean pipes (brano: numero 8)
- Donovan - armonica (brani: numero 13 e numero 14)
- Martin O'Connor - accordion (brani: numero 6 e numero 7)
- Adrian Foley - tuba (?)
- Brendan Hayes - pianoforte (brani: numero 1 e numero 10)
- Brendan Hayes - pianoforte, organo (brani: numero 2, numero 5 e 14)
- Brendan Hayes - organo (brani: numero 3, numero 4, numero 11, numero 12 e numero 13)
- Brendan Hayes - harmonium (brano: numero 6)
- Brendan Hayes - barel organ (brano: numero 7)
- Brendan Hayes - tastiere (brano: numero 8)
- Brendan Hayes - baby chimes (brano: numero 9)
- Sven Buick - basso (in tutti i brani)
- Robbie Brennan - batteria (brani: numero 1 e numero 2)
- Fran Breen - batteria (brani: numero 3, numero 4, numero 5, numero 6, numero 7, numero 8, numero 10, numero 11, numero 12, numero 13 e numero 14)